# Teen Titans Go! (serie animata)
Teen Titans Go! è una serie animata statunitense tratta dall'omonimo fumetto, prodotta da DC Comics e Warner Bros. Animation e trasmessa sul canale Cartoon Network sia negli Stati Uniti che in Italia poi in chiaro su Boing.
La serie riprende in chiave parodistica i personaggi di Teen Titans, disegnati in stile super deformed.

## Trama
Robin, Stellarubia, Corvina, B.B. e Cyborg sono i membri dei Teen Titans, la squadra di supereroi che sorveglia Jump City. Nonostante siano una compagnia sgangherata, riescono sempre a dare battaglia ai vari nemici che tentano di conquistare o distruggere la città.

## Episodi
| Stagione                  | Episodi                   | Prima TV USA   | Prima TV Italia  |
| ------------------------- | ------------------------- | -------------- | ---------------- |
| Prima stagione            | 52                        | 2013-2014      | 2014             |
| Seconda stagione          | 52                        | 2014-2015      | 2015             |
| Terza stagione            | 53                        | 2015-2016      | 2016-2017        |
| Quarta stagione           | 52                        | 2016-2018      | 2017-2018        |
| Teen Titans Go! - Il film | Teen Titans Go! - Il film | 27 luglio 2018 | 6 settembre 2018 |
| Quinta stagione           | 52                        | 2018-2020      | 2019-2020        |
| Sesta stagione            | 52                        | 2019-2021      | 2019-2021        |
| Settima stagione          | 52                        | 2021-2022      | 2021-2023        |
| Ottava stagione           | 42                        | 2022-2024      | 2023-2025        |
| Nona stagione             | 52                        | 2025           | in corso         |

## Personaggi

### Protagonisti
- Robin: è il leader dei Teen Titans e aiutante di Batman. Lascia la Batcaverna per fondare i Teen Titans. È l'unico membro a non avere super-poteri ma in compenso è molto abile con le arti marziali, con le armi, con la scienza ed è un ottimo detective. Usa con maestria una vasta gamma di gadget e veicoli. È spesso preso in giro dai suoi compagni per vari motivi e ha una cotta per Stella Rubia. Ama comandare gli altri a bacchetta e possiede un teatrino con marionette che usa come terapia per i suoi attacchi d'ira causati dalla disobbedienza dei suoi compagni, simulando una vita in cui fa la parte del capo stimato dai compagni che eseguono tutti i suoi ordini. In verità questa sua prepotenza che lo spinge a picchiare col bastone gli altri della sua squadra è dovuta al fatto che essi vogliono che faccia così perché in tal modo gli altri Titans tirano fuori il meglio di loro. Un altro fatto è che essi senza la dose di violenza di Robin sono pigri senza voglia di azione. Doppiato da Scott Menville, David Kaye (ep. 3×9) (originale), Alessio De Filippis (italiano).
- Stellarubia (Starfire): chiamata semplicemente Stella, è una ragazza tamaraniana. Ha una forza sovrumana, sa volare e lanciare raggi verdi e quando si arrabbia gli occhi diventano dello stesso colore. Ha anche l'abilità di sopravvivere nello spazio aperto. Tiene molto a Silkie, la sua "larva domestica", che accudisce coccolandolo e lavandolo con la lingua. Robin ne è innamorato e lei lo ricambia segretamente, anche se non è felice quando lui le parla di "amore". Doppiata da Hynden Walch, Trevor Devall (ep. 3×9) (originale), Ilaria Latini (italiano).
- Corvina (Raven): è la principessa di Azarath, per metà demone (umana da parte di madre), e prima di quattro figli. Suo padre è il potentissimo demone Trigon. Ha tre fratelli gemelli: Russ, Lyle e Suge. I suoi poteri sono basati sulla magia e spesso li evoca attraverso la formula "Azarath Metrion Zinthos". Quando si arrabbia ha quattro occhi, più raramente, sei occhi rossi, voce demoniaca e denti aguzzi. È segretamente innamorata di B.B., tuttavia lo dimostra solo a partire dall'episodio Terr-izzato. Adora uno show chiamato "Pretty Pretty Pegasus" (parodia di My Little Pony) di cui possiede vari merchandise. Ama meditare e leggere ed è molto intelligente. Doppiata da Tara Strong, Kari Wahlgren (ep. 3×9) (originale), Monica Bertolotti (italiano).
- Beast Boy: Conosciuto come "Bibi", ha le orecchie a punta e la pelle verde ed è il migliore amico di Cyborg. Ha il potere di trasformarsi in qualsiasi animale sia esistito che vivente. Ama fare scherzi ai compagni (soprattutto a Stellarubia, che è la più ingenua). È il più ottuso e irresponsabile del gruppo. Adora mangiare (è vegetariano), rilassarsi, giocare con i videogiochi, passare il tempo con Cyborg e provarci con Corvina, di cui è innamorato ed è infatuato di Terra, della quale si disinteresserà in La gelosia. Di tutta la squadra, Bibi è anche quello meno intelligente ed è molto pigro. Doppiato da Greg Cipes, Trevor Devall (ep. 3×9) (originale), Gabriele Patriarca (italiano).
- Cyborg: è un ragazzo afroamericano calvo 10% uomo e per 90% robot a causa di un incidente che lo ha costretto a sostituire parti del corpo con pezzi meccanici. Il suo corpo contiene un arsenale di armi nascoste. Inoltre è in grado di volare grazie ad un sistema di propulsione incorporato e la testa può essere tranquillamente separata dal corpo per essere collegata ad altri oggetti o muoversi indipendentemente. È il migliore amico di B.B. e, dall'episodio Gli opposti si attraggono, s'innamora di Iella. Spesso rovina le occasioni romantiche, soprattutto a B.B. e Corvina. Adora la pizza, gli hamburger e giocare con i videogiochi. A volte gioca con Stellarubia in modo infantile. Doppiato da Khary Payton, Roz Ryan (ep. 1×50), David Kaye (ep. 3×9) (originale), Mino Caprio (st. 1-2), Luigi Ferraro (st. 3+) (italiano).
- Silkie: animale da compagnia di Stellarubia. È una larva creata da Killer Moth per scopi malvagi. Si agita facilmente quando non è nutrito ed è capace di ingurgitare qualsiasi cosa se in preda ad un attacco di fame. È molto legato a Stella ed ama mangiare e dormire. Doppiato da Tara Strong.

### Antagonisti
- Trigon: è l'onnipotente signore oscuro nonché padre di Corvina e antagonista principale della serie. Tenta continuamente di liberare il demone della figlia, ma non ci riuscirà mai. Doppiato da Kevin Michael Richardson (originale), Pierluigi Astore (italiano).
- Sladow (Slade) è il nemico numero uno dei Titans. Ha una maschera metà arancione e metà nera con un solo buco per un solo occhio. Ha il potere della manipolazione mentale. Appare solo nel film del 2018 e viene menzionato in alcuni episodi.
- H.I.V.E.: sono il gruppo di super-criminali più ricorrente, soliti a fare rapine. In Il Team Titans formano gli "H.I.V.E. Fivers", una squadra di dodgeball, gioco a cui battono il "Team Titans" vincendo il campionato, ma perdono il titolo per abbandono, in quanto vengono arrestati a fine partita. Si sono aggiudicati il titolo di "peggiori nemici dei Teen Titans" secondo la classifica apparsa nell'episodio La classifica dei cattivi.
  - Coso (Gizmo): è il capo degli H.I.V.E., grande esperto di meccanica. Assomiglia ad un neonato ma è molto intelligente. Munito di uno zaino a reazione, possiede un esercito di robot e indossa degli occhialini protettivi. Nell'episodio Operazione Uomo di Latta farà amicizia con Cyborg. Doppiato da Tom Kenny (originale), Micaela Incitti (st. 1), Rachele Paolelli (st. 2+) (italiano).
  - Iella (Jinx): è una ragazzina dai capelli rosa e pelle chiara, con la capacità di attirare sfortuna contro i bersagli. È innamorata di Cyborg e nell'episodio Gli Opposti si attraggono, dopo aver iniziato una relazione segreta, faranno di tutto pur di difendere il loro amore. Doppiata da Lauren Tom (originale), Barbara Pitotti (italiano)[1].
  - Mammoth: è un membro degli H.I.V.E. dotato di una forza sovrumana. Non ha avuto voce fino all'episodio Giornata di riposo. Nello stesso episodio si scopre che è bravo a ballare. Doppiato da Kevin Michael Richardson (originale), Pierluigi Astore (italiano).
  - Billy Numerous: ha la capacità di creare cloni di se stesso. Indossa una tuta rossa con un segno di divisione disegnato sul petto e sotto le scarpe. Come Mammoth non ha avuto voce fino all'episodio Giornata di riposo. Nello stesso episodio si vede che gli piace il baseball. Doppiato da Scott Menville (originale), Stefano Billi (italiano).
  - See-More: è un membro degli H.I.V.E. munito di un elmetto con bulbi oculari multipli. Come Mammoth e Billy non ha avuto voce fino all'episodio Giornata di riposo. Nello stesso episodio si scopre che è bravo a disegnare. Doppiato da Kevin Michael Richardson (originale), Ivan Andreani (italiano).
- Terra: è una ragazza bionda con gli occhi azzurri in grado di manipolare la terra e la roccia. Diversamente dalla serie originale, non ha nessun interesse per B.B. ed ha intenzioni malvagie fin dall'inizio; inoltre sembra avere il pieno controllo dei suoi poteri. In La gelosia uscirà con Aqualad, ma la loro relazione sarà rovinata da B.B. e Corvina. Doppiata da Ashley Johnson (originale), Erica Necci (italiano)[1].
- Stellanera: è la sorella e arcinemica di Stellarubia, che le assomiglia molto, tranne per capelli e vestiti che sono viola scuro (a causa di una pericolosa malattia tamaraniana). Fa la sua prima comparsa in Sorelle per la pelle, in cui arriva sulla Terra cercando l'aiuto di Stella per eliminare un'orda di robot che la inseguivano per arrestarla e riportarla in prigione. Successivamente veste sua sorella come lei, per ingannare i robot e farla catturare al posto suo. Doppiata da Hynden Walch (originale), Ilaria Latini (italiano).
- Madre Mae-Eye: strega che si presenta come una vecchia innocua signora, ma che in realtà possiede un negozio ("Mother Mae-Eye's Pies"), frequentato dai Titans, dove cucina torte con le persone ipnotizzandole. Possiede un cucchiaio di legno magico che usa per combattere e che le permette di volare. Non ha voce fino all'episodio Nonnetta sprint, in cui usa i Titans come ripieno di una sua torta, ma viene sconfitta da Cyborg. Doppiata da Billie Hayes (originale), Graziella Polesinanti (italiano).
- Dottor Luce: è un criminale che indossa una tuta nera potenziata dall'energia della luce. In Il Team Titans fa una breve apparizione come capitano della squadra di Dodgeball "Fluorescent Force". In L'ascensore, dopo averlo conosciuto meglio, le ragazze inizieranno ad andare d'accordo con lui e chiameranno addirittura l'ambulanza quando il resto dei Titans lo sconfiggerà. Nello stesso episodio rivela che il suo vero nome è Arthur. Doppiato da Rodger Bumpass, Scott Menville (ep. 1×25) (originale), Domenico Strati (italiano).
- Megablock: un enorme mostro antropomorfo fatto di calcestruzzo nemico dei Teen Titans. È estremamente forte, ma non parla mai.
- Fratello Blood: è un super-criminale con poteri ipnotici. Ha un robot chiamato Pain Bot che, una volta affezionatosi a Cyborg, sarà sostituito da Hurt Bot. Il suo cibo preferito è il frappé al cioccolato. Doppiato da John DiMaggio (originale), Vladimiro Conti (italiano).
- PainBot: un piccolo robot rosso munito di molti attrezzi di tortura, comunica solo attraverso la parola "dolore" ("Pain" in inglese). Poi nell'episodio Piccoli amici diventerà amico di Cyborg e vivrà nella torre. Doppiato da Scott Menville (st. 1), Khary Payton (originale), Alberto Bognanni (italiano).
- Gli Uccelli Mimi: due uccelli muscolosi e forti di nome Muscle e Flex di colore rispettivamente arancione e blu. Flex mostra interesse per Stella e l'attrae, avendo anche lui la vista laser. Appaiono in Ospiti pennuti. Originariamente erano uccelli che intasavano il comignolo della torre, ma quando Robin li scaccia con un gas "uccellicida", subiscono una mutazione. All'inizio piacciono ai Titans (eccetto Robin), ma quando iniziano sporcare Robin riutilizza l'uccellicida che li muta in "Uccelli del Futuro", dotati di una grandissima intelligenza, ma scarsa forza: vengono così facilmente sconfitti e cacciati via.
- Killer Moth: una falena antropomorfa malvagia che fa esperimenti con le larve. Appare per la prima volta in Cercasi Silkie, in cui Robin, Cyborg e BB, vedono un volantino con su scritto che avrebbe dato una grande ricompensa in denaro a chi glielo avrebbe riportato. Pianifica di conquistare Jump City trasformando semplici larve in mostri mutanti e ci prova anche con Silkie, una volta averlo ottenuto dai Titans, che però diventa una gigantesca falena "ancora più carina di prima", quindi va a letto sconsolato. Doppiato da Scott Menville (originale).
- Brain: è un cervello umano preservato in un'unità mobile di supporto vitale con su disegnato un teschio. Viene visto quasi sempre insieme al suo subordinato, Monsieur Mallah. Debutta in Il cervello di Brian, in cui Bibi si ostina a chiamarlo "Brian", cosa che lo infastidisce molto; tuttavia viene indicato così anche nei titoli di coda dell'episodio. Doppiato da Scott Menville (st. 2), Glenn Shadix (st. 3) (originale), Alberto Bognanni (italiano).
- Monsieur Mallah: socio di Brain, è un grande gorilla africano che indossa una bandoliera e un basco ed è armato di fucile laser.
- Control Freak: è un disadattato sovrappeso specializzato in informatica ed elettronica. Come è mostrato in Il potere dell'amicizia, è capace di teletrasportare chiunque all'interno dei programmi televisivi. Nell'episodio Avventura sull'isola costituito da cinque parti rivela di essere la mente dietro l'intera isola. Spesso quando si presenta accusa ferocemente che i Teen Titans Go, con la loro natura strampalata e infantile hanno rovinato la vera serie dei vecchi Teen Titans, considerata migliore e che quella dei Teen Titans Go, è solo un cartone per bambini priva di una vera morale che insegni. Doppiato da Alexander Polinsky (originale).
- Plasmous: è un gigantesco mostro rosso con quattro occhi e tante macchie verdi su tutto il corpo. In Sei licenziato distrugge il pilastro portante di un pianeta, prendendolo a pugni e facendolo esplodere.
- Rose Wilson: è una super-criminale che si fa conoscere con il nome "Ravager". In I veri amici, dopo essere scappata di prigione, stringe una forte amicizia con Corvina, che poi svanirà. Doppiata da Pamela Adlon (originale), Eleonora Reti (italiano).
- Darkseid: è il potente e spietato tiranno di Apokolips, arcinemico della Justice League. Appare solo in Due capitoli (seconda parte), ma fa anche apparizioni negli sfondi. Doppiato da Weird Al Yankovic (originale), Stefano Billi (italiano).
- Neil Adams/Ultralak: tempo addietro, era il quarto membro e chitarrista ritmico del gruppo dei B.E.R. Un giorno, durante una prova di musica, la band fu trasportata in un altra dimensione, dove la fece fiorire con la sua musica. Il gruppo rimase affascinato da quello che era nato dalla musica, ma Neil voleva di più, e in lui crebbe l'avidità e la brama di potere, desideroso di diventare una divinità della musica e sottomettere gli altri. I suoi compagni della band non erano d'accordo di usare la musica per fini malvagi, così, in un impeto di rabbia, Neil lasciò la band e si isolò in una grotta di montagna per eoni. Durante il suo isolamento, scoprì il potere del silenzio oscuro e creò un potente esercito, ribatezzandosi come Ultralak.

### Altri personaggi
- Batman: eroe di Gotham City e maestro di Robin. Appare brevemente o è citato in molti episodi. Adora passare il tempo con il commissario Gordon.
- Commissario Gordon: commissario di polizia della città di Gotham City e grande amico di Batman. Compare sempre insieme a Batman.
- Speedy: è un supereroe dai capelli arancioni che indossa un'uniforme rossa e gialla e una maschera come quella di Robin. Ha una cotta per Kitten. È un maestro nel tiro con l'arco e, a detta di Stella, assomiglia a Robin sia nell'aspetto sia nella voce. Appare in L'appuntamento, in cui ha ottenuto un appuntamento con Stella che verrà poi sabotato da Robin. Doppiato da Scott Menville (st. 1-2), Mike Erwin (st. 3) (originale), Alessio De Filippis (italiano).
- I Gemelli Meraviglia: due gemelli alieni che faranno brevemente parte dei Teen Titans in vece di B.B., licenziato per la sua inefficienza, nell'episodio Sei licenziato. Attivano i loro poteri toccando uno l'anello dell'altra: Jayna ha la capacità di trasformarsi in qualsiasi animale, e per questo prende il posto di B.B. sul campo di battaglia; invece Zan può solo trasformarsi in acqua, nelle sue diverse forme e stati d'aggregazione, e perciò viene assunto come centralinista alla torre. Doppiati da Khary Payton e Tara Strong (originale), Emanuele Ruzza e Micaela Incitti (italiano).
- Super-Robin: un pettirosso con grande agilità, un arsenale e una maschera come quella di Robin ma in miniatura. Ottiene questi poteri nell'episodio Eroi disoccupati, in cui Robin tenta di provocare un incidente in laboratorio per ottenere super poteri: il risultato è uno scambio di DNA tra lui e il pettirosso: lui si muta in un uccello umanoide, mentre l'uccello ottiene i benefici. È un leader nato e in Il Team Robin dimostra di essere il miglior Robin.
- Bird-A-Rang: nato dall'unione tra un birdarang di Robin e una scheda madre di Cyborg nell'episodio Supermosse, è poco serio e sempre allegro. È l'unico capace di parlare correttamente tra i piccoli amici e tiene insieme la squadra. È capace di trasformarsi in un piccolo robot da battaglia antropomorfo molto potente. Doppiato da Scott Menville (originale).
- Beat Box: nato insieme a bird-rang, come lui è sempre allegro. Non sa parlare, ma comunica con rumori e suoni e, quando serve, fa partire la musica.
- Batgirl: appare in un futuro alternativo come moglie di Robin, conosciuto come Nightwing, e madre di tre bambini. Doppiata da Tara Strong (originale).
- Dave: un lupo portato a casa da B.B. che stranamente, a differenza di Pain-bot, è stato accolto senza problemi nonostante la sua aggressività.
- Màs y Menos: sono un duo di gemelli guatemaltechi che parlano spagnolo. Ognuno genera una rispettiva carica bio-elettromagnetismo che conferisce loro una super velocità finché si toccano. Non possono tuttavia rimanere separati troppo a lungo, altrimenti la loro energia li renderebbe instabili e la loro velocità provocherebbe cataclismi. Màs è il favorito di Robin, che cerca di renderlo simile a se stesso e separarlo dal fratello. Doppiati da Freddy Rodríguez.
- Aqualad: è un atlantideo con capacità idrocinetiche e di comunicare telepaticamente con gli abitanti del mare. Ha lunghi capelli neri e occhi neri con iridi bianche. Indossa una tuta di due toni di blu attillata con scaglie di pesce e stivali neri. In Cercasi Silkie si vede che lavora regolarmente come DJ, ed è confermato in Una festa imperdibile, e che usa gli animali come mobili. In Il pirata si innamora di Corvina, con cui avrà una breve relazione, cosa che lo mette in conflitto con B.B. che, seguendo un consiglio della ragazza, gli lancia una sfida all'ultimo sangue, vincendo; da quel momento non avrà più nessun interesse per Corvina. Alla fine per l'odio comune verso i Titans inizierà una relazione con Terra, che terminerà grazie all'intrusione di B.B. e Corvina che escogitano piani per metterli uno contro l'altra. Doppiato da Wil Wheaton (originale), Alberto Bognanni (italiano)[1] .
- Sticky Joe: un barbone che viveva in camera di B.B. ma è stato sfrattato da Robin. Da allora si trova in vari luoghi durante la serie e fa vari cameo. Doppiato da Khary Payton (originale), Emilio Mauro Barchiesi (italiano).
- B.E.R: sono un acronimo del gruppo musicale composta da Carl Burnett, Franklin Enea e William J Regan. Sono i creatori della famosa canzone magica: The Night Begins to Shine (La Notte Splenderà). Cyborg è un loro grande fan e conserva, la loro vecchia cassetta musicale che considera la canzone più bella mai fatta. Essa in realtà una chiave dimensionale per accedere a un altro mondo. In passato, I B.E.R mentre stavano creando la loro prima canzone, la loro musica, li trasportò in un altro mondo. Essi trascesero così in divinità musicali dotati di grandi poteri.

## Riconoscimenti
- Kids' Choice Awards
  - 2015 - Nomination "cartone animato preferito"[2]

## Altri media

### Fumetti
La serie è tratta dal fumetto omonimo di J.Torres.

### Videogiochi
Dal 12 settembre 2017 sono stati stato rilasciati due set di LEGO Dimensions: il Team Pack contenente le mini figure di B.B. e Corvina più la T-car e il libro degli incantesimi di Azarath costruibili; e il Fun Pack contenente una mini figure di Stella Rubia e il Titan Robot costruibile. In questo modo si potrà accedere a un mondo e ad un episodio esclusivo dedicati alla serie. Inoltre, le preesistenti mini figure di Cyborg della DC e di Robin da LEGO Batman - Il film potranno trasformarsi nelle loro controparti di Teen Titans Go!.

### Film
La Warner Bros. Animation ha prodotto un film d'animazione basato sulla serie televisiva intitolato Teen Titans Go! - Il film (Teen Titans Go! to the Movies) uscito nelle sale americane il 27 luglio 2018 e in quelle italiane il 6 settembre 2018.
Nel 2019, è stato distribuito un film crossover tra questa serie e Teen Titans, intitolato Teen Titans Go! Vs. Teen Titans e ambientato durante la quinta stagione.
Il 20 giugno 2021 è uscito un altro film crossover intitolato I Teen Titans Go! Guardano Space Jam (Teen Titans Go! See Space Jam), ambientato durante la settima stagione e nel quale i protagonisti incontrano i Nerdlucks, ovvero i piccoli alieni apparsi nel film Space Jam del 1996.
Il 24 maggio 2022 è uscito un terzo film crossover, intitolato in originale Teen Titans Go! & DC Super Hero Girls: Confusione nel Multiverso, dove i Titans si scontrano con le protagoniste della serie omonima.

## Serie spin-off
Una serie spin-off ispirata alla canzone La Notte Splenderà è in fase di sviluppo, intitolato "Teen Titans Go! The Night Begins to Shine". 

## Accoglienza
La serie ha ottenuto generalmente recensioni contrastanti da parte della critica: Common Sense Media le ha attribuito un voto di 4 su 5, scrivendo che "veicola qualche messaggio positivo assieme a comicità e caratterizzazioni intelligenti"; IGN ha dato all'episodio pilota un punteggio di 7,8 su 10, affermando che "DC Nation rinnova l'amata serie Teen Titans per una nuova generazione - con risultati piuttosto divertenti"; mentre The Buffalo News ne loda l'animazione e i testi, definendola una "commedia costantemente eccentrica che è spesso condita con un'acuta satira sociale".
Invece Slant Magazine le assegna 2 stelle su 4, motivando: "Se non fosse per gli attori (..) Teen Titans Go! offrirebbe poco ai più ardenti nostalgici e completisti dei Titans" e Moviepilot ne ha elencato vari punti critici, mostrando parziale apprezzamento per i personaggi di Stella e Corvina.
L'episodio pilota ha avuto oltre 3 milioni di ascolti e l'11 giugno 2013 Cartoon Network la rinnova per una seconda stagione, citando gli ascolti positivi.